# Antonio Tocco
Antonio Tocco (en griego: Αντώνιος Τόκκος; fallecido en 1483), fue un noble griego de origen italiano. Era miembro de la Casa de Tocco, que gobernó el Condado Palatino de Cefalonia y Zacinto, en las Islas Jónicas, desde 1362 hasta 1479. Después de la conquista del condado por el Imperio otomano, huyó con sus hermanos, Leonardo III y Giovanni, a la ciudad de Tarento en Italia. 
En 1482, condujo una expedición para reconquistar las islas de Cefalonia y Zacinto, financiada por el rey de Fernando I de Nápoles, objetivo que logró con el apoyo de sus mercenarios catalanes. Sin embargo, la República de Venecia no deseaba la influencia napolitana en Grecia, por lo que organizó un complot para asesinar a Antonio, quien fue traicionado y asesinado por sus propios mercenarios en 1483.

## Biografía
Antonio fue el segundo hijo de Carlo II Tocco, conde palatino de Cefalonia y Zacinto, déspota de Epiro y duque de Léucade, y de Raimondina de Ventimiglia, hija del conde Giovanni de Ventimiglia. Era menor de edad cuando su padre murió en 1448. Se le menciona por primera vez en la historia como el comandante de una galera enviada por su hermano mayor Leonardo III a Negroponte (actual Eubea) para ayudar a los venecianos en su conflicto contra los turcos otomanos durante la guerra veneciano-otomana de 1470.

### Caída del Condado Palatino
Cuando el sultán Mehmed II decidió conquistar el último estado latino en Grecia, el Condado Palatino de Cefalonia y Zacinto, envió la flota turca bajo el mando de Gedik Ahmed Bajá al mar Jónico en 1479. Después de que Leonardo III vendiera varias de sus propiedades a ricos venecianos por setenta mil ducados, partió con su familia y sus hermanos Antonio y Giovanni en un barco veneciano hacia Tarento, Italia. Los turcos conquistaron las dos islas durante unos tres meses después, por lo que causaron una enorme destrucción. Así terminó el dominio latino de las islas después de aproximadamente trescientos años desde su creación.

### Intentos por recuperar el Condado
Leonardo III apeló al papa Sixto IV y pidió ayuda para recuperar Cefalonia y Zacinto. Tras conseguir de él una subvención económica, regresó a Nápoles donde, con la ayuda del rey Fernando I, preparó una flota. En la primavera de 1481, la flota de Leonardo, dirigida por el almirante Bernardo Villamarín, partió a la conquista de las dos islas, pero este intento fracasó. A los pocos meses, el rey nombró a Antonio jefe de una armada de mercenarios catalanes.

### Reconquista de Cefalonia y Zacinto
Antonio conquistó las dos islas en 1482 con relativa facilidad porque en Cefalonia la guarnición turca era débil y no opuso una defensa seria a las fuerzas catalanas, y en Zacinto abandonaron la isla antes de su desembarco. Inmediatamente se instaló en el castillo de San Jorge en Cefalonia e intentó reorganizar la administración del perdido Condado Palatino, mientras continuaba oprimiendo a la población griega. Al mismo tiempo, dejó a unos piratas sin contabilizar que dominaban todos los puertos de Cefalonia, lo que provocó la ira de Venecia. En 1482, el gobernador veneciano de Modona recibió la orden de enviar un ejército y conquistar Zacinto, donde Antonio había dejado una pequeña guarnición de catalanes.

### Asesinato
Los habitantes de Cefalonia comenzaron a levantarse contra la opresión de Antonio. En 1483, el jefe de los «estradiotes» de Zacinto, Teodoro Paleólogo, notificó al Senado veneciano que los súbditos de Antonio preferían ser gobernados por Venecia. Así, se decidió enviar la flota veneciana, dirigida por Cristóbal Duodos, para exigir la rendición de Cefalonia. Antonio rechazó las propuestas de los venecianos y decidió enfrentarlos luchando desde el castillo de San Jorge. Sin embargo, tras una conspiración de los catalanes, fue asesinado por un mercenario y la guarnición abrió las puertas del castillo a los venecianos en 1483. El senado veneciano justificó ante el sultán la ocupación de las dos islas y argumentó que este acto pretendía frenar la piratería en beneficio de ambas partes, a la vez que solicitó inmediatamente negociaciones con la Sublime Puerta para salvar el comercio con Oriente. El resultado fue un tratado firmado en Constantinopla el 22 de abril de 1484, donde se decidió que los turcos tomarían Cefalonia (que finalmente quedó bajo dominio veneciano en 1500) y los venecianos conservarían Zacinto, por lo que pagó al sultán quinientos ducados como tributo.